# Lipa (Dobrepolje)
Lipa (Duits: Lindt) is een plaats in Slovenië en maakt deel uit van de gemeente Dobrepolje in de NUTS-3-regio Osrednjeslovenska. De plaats telde 65 inwoners op 1 januari 2020.